# アンクル・サム

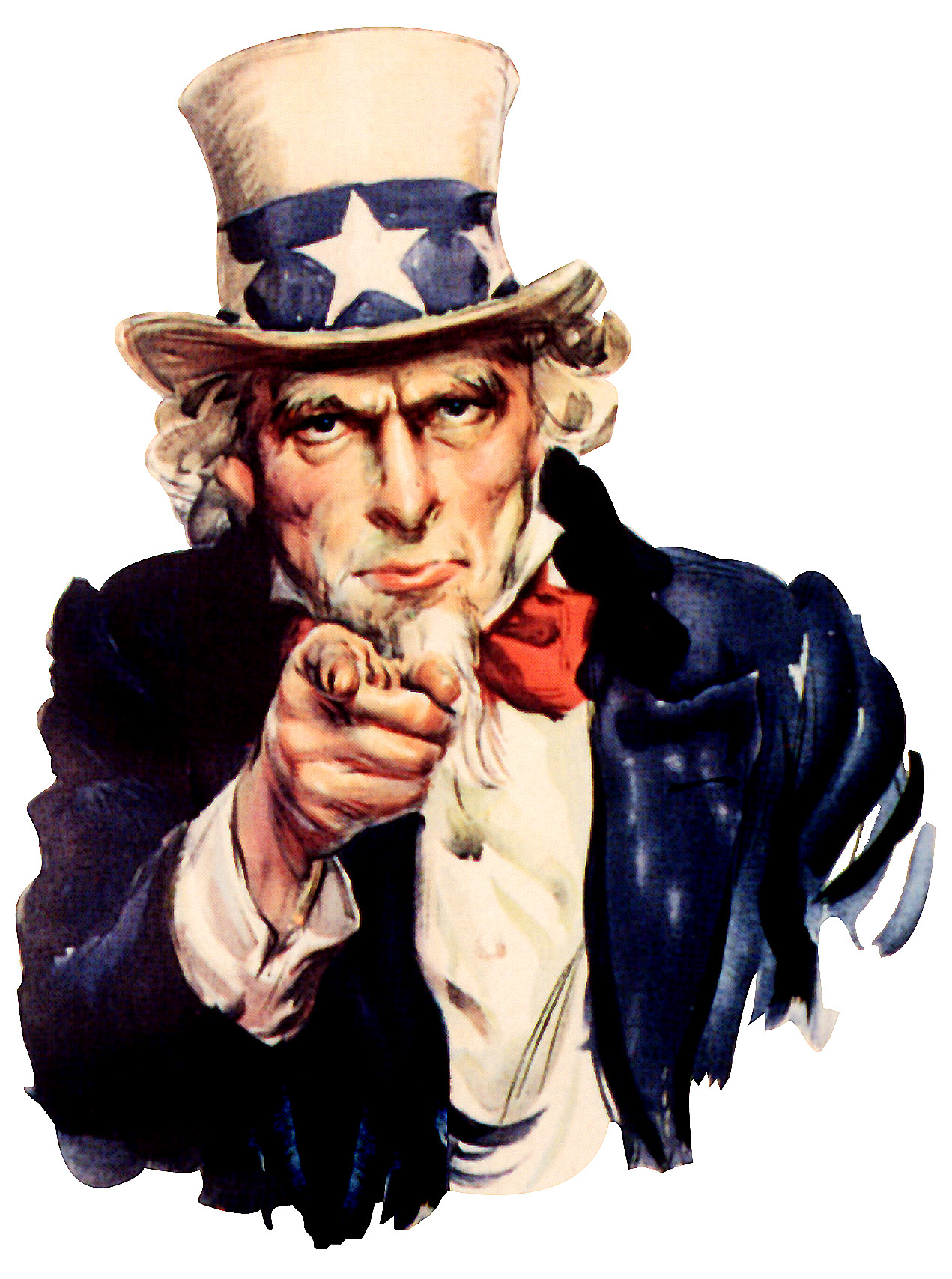
第一次世界大戦募兵ポスターに使用された、典型的な「アンクル・サム」のイメージ。ジェームズ・モンゴメリー・フラッグ画

アンクル・サム（Uncle Sam、和訳: サムおじさん）は、アメリカ合衆国政府を擬人化したキャラクター。また、一般的にアメリカ自体をさすこともある。
新聞の政治風刺漫画などでは、自由の女神像とともにアメリカの擬人化としてよく登場する。星柄のシルクハット・紺のジャケットに赤い蝶ネクタイ、紅白縦縞のズボンといった星条旗を意匠化した服装の白人として描かれる。頭文字はUnited States（アメリカ合衆国）と同じU・Sである。

## 起源
アンクル・サムの起源ははっきりしていないが、一般的に言い伝えられている説は以下のようなものである。

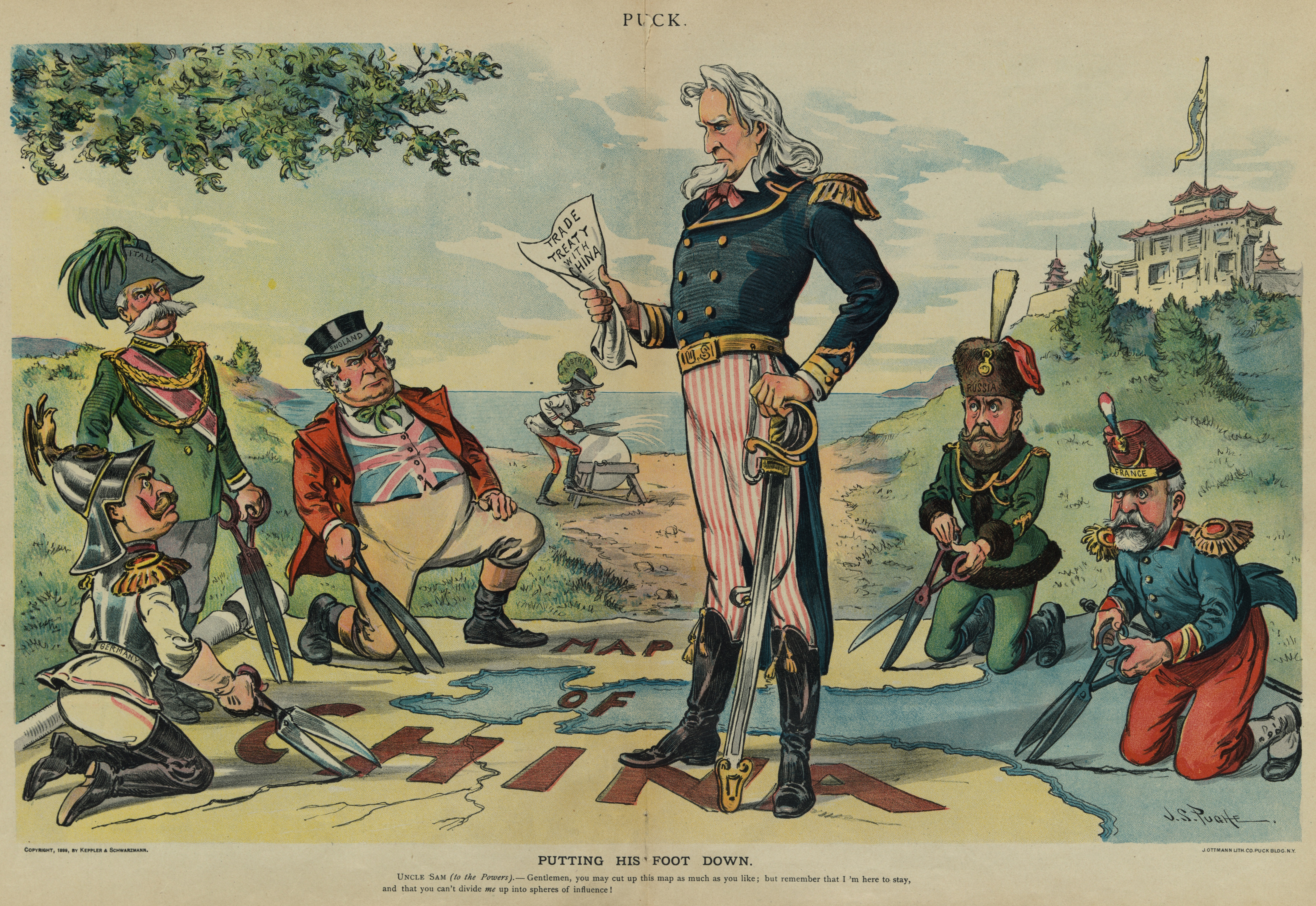
列強諸国を先導して中国を分割しているアンクル・サム

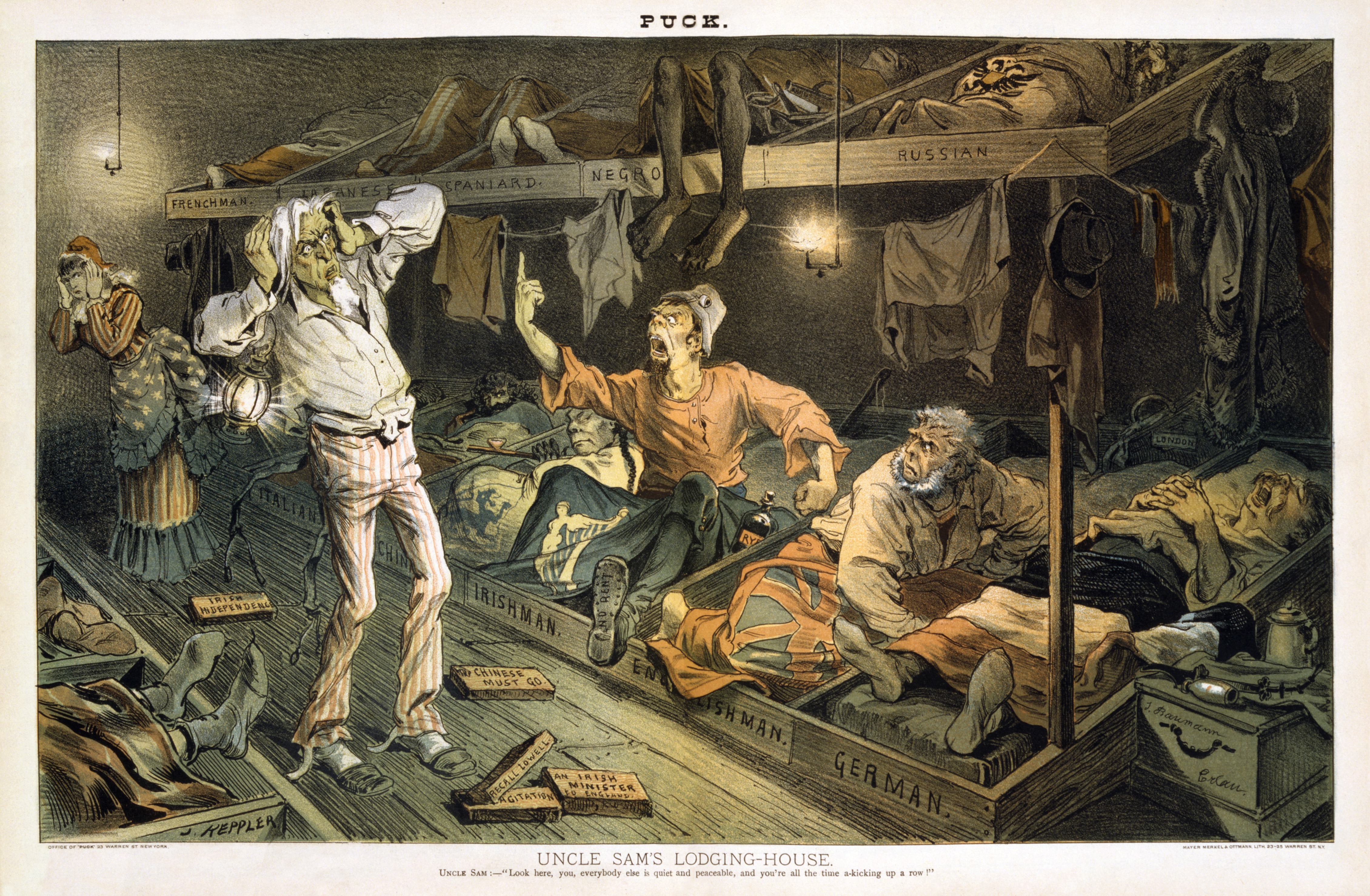
騒ぎ立てるアイルランド系移民に対してアンクルサムが「他のみんなは静かで平和なのにお前はいつも騒いでいるじゃないか！」と言っている。奥にいるのは米国を擬人化した女性コロンビア。周りには日本や中国など他国からの移民。

米英戦争当時、アメリカ陸軍に納入している精肉業者にニューヨーク州トロイのサミュエル・ウィルソンという人物がおり、「アンクル・サム」と呼ばれて兵士から親しまれていた。ウィルソンは、納入する肉の樽に「U.S.（United States）」の焼印を押していたが、兵士達は「アンクル・サムの略だ」と冗談を言っていた。そこから、アメリカ合衆国を「アンクル・サム」と呼ぶようになった。

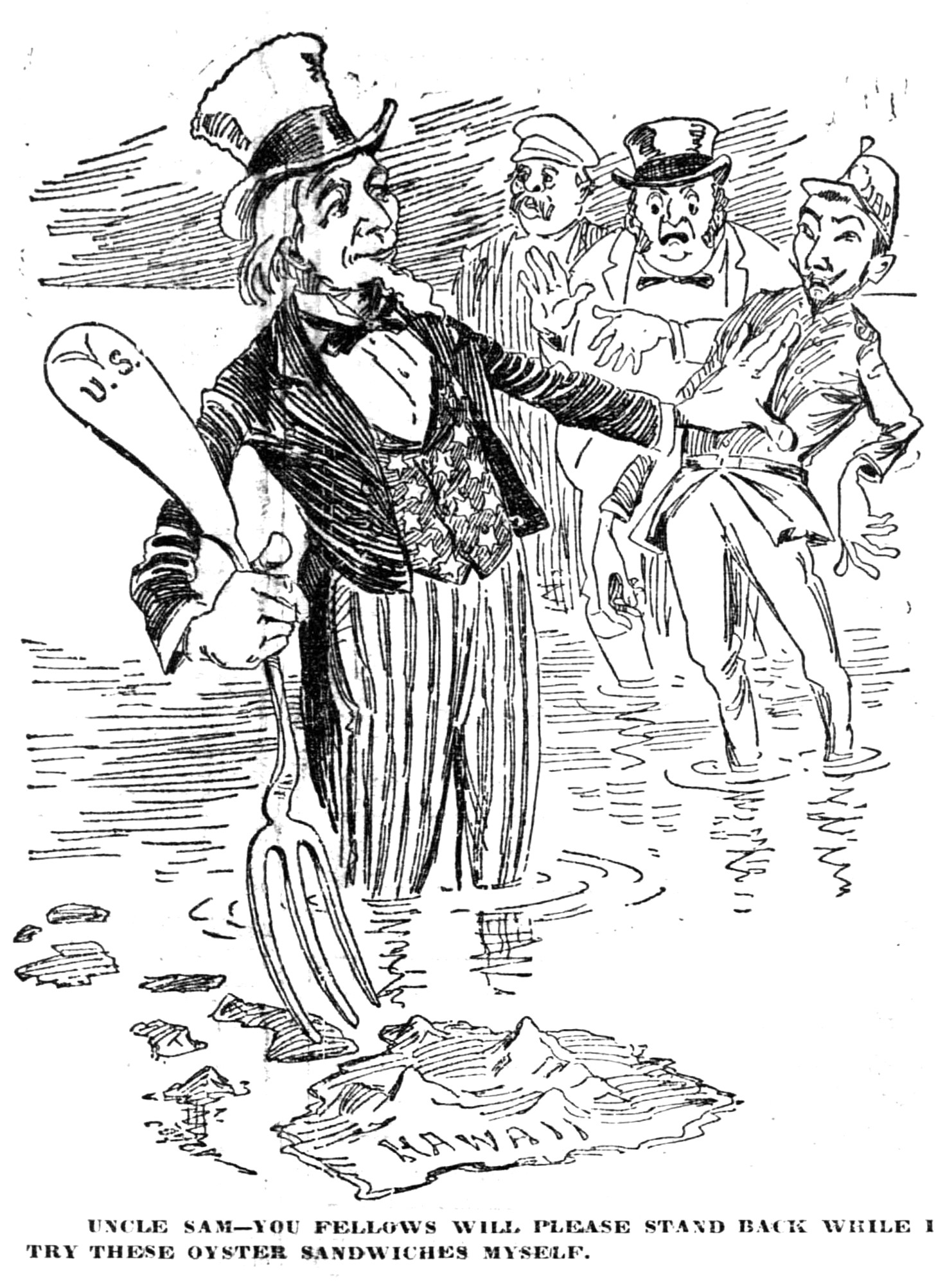
ハワイ併合。「このオイスターサンドイッチは私がいただくから、君ら（日本、イギリス、ロシア）は下がっててね」

1961年9月15日にアメリカ合衆国議会は、「ニューヨーク州トロイのアンクル・サム・ウィルソンを、アメリカ合衆国のシンボル『アンクル・サム』の起源として称える決議」を採択している。また、ウィルソンの生誕地であるマサチューセッツ州アーリントンに、ウィルソンのモニュメントが立てられている。
米英戦争以前は、ブラザー・ジョナサンというキャラクターがアメリカ合衆国のシンボルだったが、南北戦争のころにアンクル・サムに取って代わられた。アンクル・サムが最初に政治漫画に使われたのはトーマス・ナストによって描かれたものとされる。南北戦争の後、アンクル・サムにはエイブラハム・リンカーンに似た髭がつけられるようになった。